# Campanula gracillima
Campanula gracillima är en klockväxtart som beskrevs av Dieter Podlech. Campanula gracillima ingår i släktet blåklockor, och familjen klockväxter. Inga underarter finns listade i Catalogue of Life.